# Хасанал Болкиах
Хасанал Болкиах (роден на 15 юли 1946 г.) е 30-ият султан на Бруней, както и министър-председател, министър на отбраната и министър на финансите на Бруней.
Той е сред малкото абсолютни монарси в света. Като най-голям син на султан Омар Али Сайфудиен III и Раджа Истери Пенгиран Анак Дамит наследява трона като султан на Бруней след абдикацията на баща му на 5 октомври 1967 г.
Султанът е класиран сред най-богатите хора в света. През 2008 г. Форбс изчислява общата нетна стойност на имуществото на султана на 20 милиарда долара. След кралица Елизабет II той е 2-ят най-дълго управлявал монарх в света. На 5 октомври 2017 г. султанът празнува своя златен юбилей, ознаменувайки 50-та годишнина от възкачването си на трона.

## Биография

### Ранен живот
Султанът е роден на 15 юли 1946 г. в Истана Дарусалам, Бруней Таун (днешен Бандар Сери Бегаван) като Пенгиран Муда (принц) Хасанал Болкиах. Той получава гимназиалното си образование в института Виктория в Куала Лумпур, след което посещава Кралската военна академия Сандхърст в Обединеното кралство, която завършва през 1967 г.

### Управление
Той става султан на Бруней Даруссалам на 5 октомври 1967 г., след като баща му абдикира. Неговата коронация се провежда на 1 август 1968 г. и го превръща в Янг ди-Пертуан (държавен глава) на Бруней. Подобно на баща си, той е произведен в рицар от кралица Елизабет II от Обединеното кралство, на което Бруней е бил протекторат до 1 януари 1984 година.
Съгласно конституцията на Бруней от 1959 г., султанът е държавен глава с пълна изпълнителна власт, включително извънредни правомощия от 1962 г. На 9 март 2006 г. султанът съобщава, че е изменил конституцията на Бруней, за да се превърне в безпогрешна съгласно законите на Бруней. Болкиах като министър-председател е и ръководител на правителството. Освен това в момента той е и министър на отбраната, министър на външните работи и министър на финансите. Следователно като министър на отбраната, той е върховен главнокомандващ на въоръжените сили на Бруней, както и почетен генерал в британските и индонезийските въоръжени сили и почетен адмирал в кралския флот. Болкиах се назначава за главен инспектор на полицията (IGP) на полицейските сили на Бруней.
Болкиах се обръща към Общото събрание на ООН по повод приемането на Бруней Даруссалам в ООН през септември 1984 г. През 1991 г. той представя на брунейските граждани консервативна идеология, наречена Melayu Islam Beraja (Малайска ислямска монархия, съкратено MIB), която представя монархията като защитник на вярата. Наскоро той подкрепя демократизацията на правителството на Бруней и се обявява за министър-председател и президент. През 2004 г. Законодателният съвет, който е разпуснат през 1962 г., отново е възстановен.
Хасанал Болкиах създава фондация „Султан Хаджи Хасанал Болкиах“ (YSHHB).
Хасанал Болкиах е председател на ръководителите на срещата на върха на АТЕС през 2000 г., когато Бруней е домакин на срещата. Болкиах е председател и на срещата на върха на АСЕАН през 2013 г., когато Бруней е домакин на срещата.
Болкиах е върховен пазител на религията в Бруней, а ислямът е официалната религия на страната. В цялата държава са построени джамии, молитвени зали и станции. Султанът постановява, че ислямските тържества като рождения ден на Пророка, Исра и Мирадж и Нузул Ал Коран трябва да се празнуват в голям мащаб. Често посещава джамии и сурау в цялата страна за задължителните петъчни молитви.
През 2014 г. султанът се застъпва за приемането на ислямски наказания според шериата, включително че прелюбодейството трябва да бъде наказвано със смърт чрез убиване с камъни.
Болкиах също забранява публичните чествания на Коледа през 2015 г., включително носенето на шапки или дрехи, които напомнят на Дядо Коледа. Забраната засяга само местните мюсюлмани. Християните все още имат право да празнуват Коледа. Според покойния епископ на Бруней и кардинал Корнелий Сим, на 25 декември 2015 г. около 4000 от общо 18 000 брунейски католици, предимно китайци и емигранти, които живеят в страната, присъстват на литургията в навечерието на Коледа. Въпреки че няма абсолютна забрана за тържества, има забрана, засягаща коледната украса на обществени места, особено търговски центрове, забраната не засяга малки магазини и частни жилища, включително църкви.